# Leon Barnett
Leon Peter Barnett (Luton, 30 novembre 1985) è un ex calciatore inglese.

## Palmarès

### Club

#### Competizioni nazionali
- Football League One: 1

Wigan: 2015-2016